# Нільс Енгдаль
Нільс Енгдаль (швед. Nils Engdahl; 4 листопада 1898 року, Вестерганінґе — 10 вересня 1983 року, Бромма), шведський спринтер. Він змагався за клуб Ярва І. С. і був нагороджений в 1928 році Big Grab № 30 з легкої атлетики.
Нільс Енгдаль отримав бронзу на 400 метрів на Олімпіаді 1920 року в Антверпені і був на Олімпійських іграх 1924 року в Парижі в шведській естафетній команді, яка виборола срібло у змаганнях 4х400 метрів. Він мав шведський рекорд 200 метрів 1920—1935 років та 400 метрів у 1918—1934 роках. З 1918 по 1927 рр. він виграв чотири медалі на 100 метрів, шість на 200 метрів і шість на 400 метрів.
З 1929 року Нільс Енгдаль був одружений з плавчинею Сігне Йоханссон Енгдаль.

## Кар'єра
Після старту в ролі футболіста в юнацькій команді IFK Stockholm він здивував в 1917 році, пробігши 400 метрів за 50 секунд без спеціальної підготовки. Це було на одному рівні з тодішнім шведським рекордом у бігу. У бігу Енгдаль на змаганнях завоював бронзову медаль, час 53,4 с.
У 1918 році Нільс Енгдаль виграв змагання на 100 метрів з часом 11,3 с і на 200 м з часом 22,7 с. 4 серпня він побив шведський рекорд Анатоля Боліна на відстані 400 метрів від попереднього року, виконавши за час 49,4 с.
25 серпня 1919 р. він поліпшив свій рекорд в 400 метрів до 48,5 секунд. Він виграв змагання цього року на 200 метрів з часом 22,7 с і на 400 метрів з часом 49,1 с.
11 липня 1920 року в Стокгольмі, Нільс Енгдаль побив шведський рекорд Нільса Сандстрема в бігу на 200 метрів від 1917 (22,1 с), показавши час 21,9 с. Він зберігав рекорд до 1935 року, коли Леннарт Страндберг поліпшив його до 21,8 с. У чемпіонаті Швеці він виграв забіг на 200 метрів (22,4 с) і 400 метрів (49,4 с) і взяв срібло за забіг на 100 метрів. У 1920 році він також відвідав Олімпіаду в Антверпені, де взяв бронзову медаль на 400 метрів з часом 50,0 с.
У 1921 р.він здобув срібну медаль у забігу на 400 метрів у чемпіонаті Швеції (час 52,1 с).
У 1922 році Енгдаль виграв 100 метрів (11,0 с), 200 метрів (21,8 с) і 400 метрів (49,7 с).
У чемпіонаті Швеції 1923 він знову виграв 100 метрів (11,1 с), 200 метрів (22,5 с) і 400 метрів (49,3 с).
У 1924 році, в чемпіонаті Швеції втретє поспіль, він виграв всі три спринтерські ділянки, 100 метрів на 10,8 с, 200 метрів на 22,0 с і 400 метрів на 48,2 с (останній новий шведський рекорд, який він утримував, поки Бертіл фон Вахенфельдт не покращив його в 1934 році. На Олімпійських іграх у Парижі він брав участь з Артуром Свенсоном, Еріком Биленом і Густавом Вейняртом у шведській срібній команді в естафеті 4х400 метрів. У 1924 році він також встановив шведський рекорд на відстані 440 метрів (49,4 с).
У 1927 р. йому вдалося виграти ще один знак чемпіонат Швеції на відстані 400 метрів (50,2 с).
До 1937 року він змагався за Ярва І. С.

## Рекорди

### Шведські рекорди
- 200 м: 21,9 с (Стокгольм, 11 липня 1920 р.)[6]
- 400 м: 49,4 с (Стокгольм, 4 серпня 1918 р.)
- 400 м: 48,5 с (Стокгольм, 25 серпня 1919 р.)
- 400 м: 48,2 с (Стокгольмський стадіон, 17 серпня 1924 р.)

### Особисті досягнення
- 100 м: 10,7 с (Стокгольмський стадіон 11 липня 1920 р.)[10][11]
- 200 м: 21,8 с (Стокгольмський стадіон 20 серпня 1922 р.)[10]
- 400 м: 48,2 с (Стокгольмський стадіон 17 серпня 1924 р.)[10]
- 800 м: 1.57.5 с (Стокгольм , 1 серпня 1920 р.)

### Друковані джерела
- Вігер, Ерік (2006). Чемпіонат Швеції з легкої атлетики 1896—2005. Видавець: TextoGraf Видавець. ISBN 91-631-9065-6
- Holmberg, Бенгт (2009). Швеція краща з усіх часів легкої атлетики. Видавець: TextoGraf Видавець. ISBN 978-91-977146-3-1
- Північний сімейний книжковий спортивний словник: енциклопедія для спорту, гімнастики та життя на відкритому повітрі. Bd 2, Брас нахлистом. Стокгольм: видавництво Nordisk familjeboks. У 1939 році. Libris 893564